# Phronia subsilvatica
Phronia subsilvatica är en tvåvingeart som beskrevs av Walter Leopold Victor Hackman 1970. Phronia subsilvatica ingår i släktet Phronia och familjen svampmyggor. Enligt den finländska rödlistan är arten otillräckligt studerad i Finland. Arten är reproducerande i Sverige. Artens livsmiljö är naturmoskogar. Inga underarter finns listade i Catalogue of Life.